# Kozárovice
Kozárovice är en ort i Tjeckien.   Den ligger i regionen Mellersta Böhmen, i den centrala delen av landet, 60 km söder om huvudstaden Prag. Kozárovice ligger 494 meter över havet och antalet invånare är 330.
Terrängen runt Kozárovice är huvudsakligen platt, men åt nordost är den kuperad. Runt Kozárovice är det glesbefolkat, med 14 invånare per kvadratkilometer. Närmaste större samhälle är Příbram, 16,4 km norr om Kozárovice. I omgivningarna runt Kozárovice växer i huvudsak blandskog.